# Natuurpark Valderejo
Het Natuurpark Valderejo (Spaans: Parque natural de Valderejo/Baskisch: Valderejoko natura parkea of Valderejo parke naturala) is een natuurpark in het Spaanse Baskenland. Het natuurpark werd opgericht in 1992 en is 3.496 hectare groot. Het natuurpark omvat gebergte, kloven, loofbossen.